# OASIS (Spielersperrsystem)
OASIS (Abkürzung für Onlineabfrage Spielerstatus) ist ein deutschlandweites Spielersperrsystem für öffentliche Glücksspiele. Es wird beim Regierungspräsidium Darmstadt geführt. Ziel der Sperrliste ist es, Glücksspielsucht zu bekämpfen.

## Rechtsgrundlage und Funktionsweise
Der Glücksspielstaatsvertrag verpflichtet Anbieter von Glücksspielen, die Identität der Teilnehmer vor Beginn des Spiels zu überprüfen. Personen, die in OASIS eingetragen sind, müssen sie die Teilnahme an Glücksspielen verweigern. Dies gilt für verschiedene Formen des Glücksspiels, einschließlich Spielbanken, Automatenspiele und Sportwetten, sowohl online als auch in physischen Spielstätten. Ausgenommen sind Glücksspiele mit einem geringeren Suchtgefährdungspotential (Lotterien mit nicht mehr als zwei Ziehungen in der Woche, das Gewinnsparen und Totalisator-Pferdewetten).
Eine Spielerin oder ein Spieler kann sich selbst sperren lassen; dies stellt die häufigste Form der Eintragung dar. Auch eine Fremdsperre durch einen Veranstalter von Glücksspielen oder durch Angehörige ist möglich.

## Entwicklung des spielformenübergreifenden Sperrsystems
Bereits seit 1981 gibt es in Deutschland ein Sperrsystem, in dem Spieler, die sich selbst freiwillig gesperrt haben oder von dem Anbieter gesperrt wurden, eingetragen sind. Der Ursprung des Spielersperrsystems in Deutschland war das Zentrale Sperrsystem der Deutschen Spielbanken (ZSDS). Die Teilnahme einer Spielbank an diesem ZSDS war freiwillig. Jede Spielbank hatte ursprünglich eine eigene Sperrliste geführt, die in dem ZSDS miteinander verknüpft wurden. Diese Sperrliste galt ursprünglich nur für das große Spiel und nicht für das Automatenspiel, da nur in dem großen Spiel eine Personenkontrolle stattfand. Der Automatensaal konnte ohne Personenkontrolle betreten werden.
Ein Spieler hatte trotz einer Sperre den Automatensaal betreten und dort erhebliche Spielverluste erlitten. In einer bahnbrechenden Entscheidung vom 15. Dezember 2005 hat der Bundesgerichtshof (BGH, 15. 12. 2005 – III ZR 65/05) dann festgehalten, dass eine auf Grund einer privatrechtlichen Vereinbarung erteilte Spielersperre Ansprüche auf Ersatz von Spielverlusten begründen kann, wenn die Spielbank die Sperre nicht durch ausreichende Kontrollen durchsetzt. Eine Spielbank habe bei einer antragsgemäß verhängten Spielersperre Schutzpflichten, „die auf Wahrnehmung der Vermögensinteressen ihrer Gäste gerichtet sind“. In der Begründung zum Glücksspielstaatsvertrag 2008 wurde erläutert, dass sich dieses Sperrsystem bewährt habe, und es wurden dann in § 8 GlüStV 2008 die Spielbanken und die staatlichen Lotto- und Wettanbieter verpflichtet, ein übergreifendes Sperrsystem zu unterhalten. Im Jahr 2009 betrug die Anzahl der Spielersperren 19.041, davon 213 im Lotteriebereich.
Der Glücksspielstaatsvertrag 2012 sah dann ein strukturell völlig anderes Sperrsystem vor. Nunmehr wird gemäß § 23 GlüStV 2012 eine Sperrdatei errichtet, die zentral von der zuständigen Behörde des Landes Hessen geführt wird. An die Stelle der vielen Sperrdateien der einzelnen Veranstalter tritt eine einzelne zentrale Sperrdatei in Trägerschaft einer Ordnungsbehörde. Die privatrechtliche Grundlage des Sperrsystems wird ersetzt durch ein hoheitliches Sperrsystem. Die Sperre betrug mindestens ein Jahr. Eine Aufhebung oder Beibehaltung der Sperre oblag ausschließlich dem Glücksspielanbieter, der die Sperre entgegengenommen bzw. veranlasst hatte. Da nach den Urteilen des Bundesgerichtshofs immer auch die Ansprüche auf den Ersatz von Spielverlusten im Raum standen, waren die Glücksspielanbieter sehr zögerlich in der Aufhebung einer Sperre. Die Aufhebung der Selbstsperre erforderte den hinreichend sicheren Nachweis, dass eine Spielsuchtgefährdung nicht (mehr) besteht und der Spieler zu einem kontrollierten Spiel in der Lage sei. Einen entsprechenden Nachweis konnte der Spieler nur anhand einer von ihm vorgelegten sachverständigen Begutachtung oder Bescheinigung einer fachkundigen Stelle erbringen. Die hohen Auflagen zur Aufhebung von Spielersperren und die damit verbundene Aussicht auf eine lebenslängliche Sperre stießen sowohl bei Mitarbeitern der Glücksspielanbieter als auch bei Spielern auf Unverständnis und Ablehnung.
Das Land Hessen war der Vorreiter bei der Einführung einer Spielersperre bei Spielhallen. Die Errichtung einer Spielhalle bedarf einer Erlaubnis nach dem Hessischen Spielhallengesetz vom 28. Juni 2012. In § 6 werden die Erlaubnisinhaber verpflichtet, sich an das hessische Sperrsystem für Spielhallen anzuschließen. Andere Bundesländer wie Rheinland-Pfalz und Baden-Württemberg planten bereits vor dem GlüStV 2021 ebenfalls ein Sperrsystem für Spielhallen nach dem Vorbild von Hessen.
Mit dem Glücksspielstaatsvertrag 2021 wurde der Datenbestand des übergreifenden Sperrsystems des Glücksspielstaatsvertrag 2012 und der hessischen Sperrdatei für Spielhallen in das spielformübergreifende, bundesweite Sperrsystem überführt. Gesperrte Spieler dürfen an öffentlichen Glücksspielen nicht teilnehmen. Von dem Verbot ausgenommen ist nur die Teilnahme an Lotterien, die nicht häufiger als zweimal pro Woche veranstaltet werden, an Lotterien in Form des Gewinnsparens und an Pferdewetten, die von Vereinen, die das Unternehmen eines Totalisatoren nach § 1 des Rennwett- und Lotteriegesetzes betreiben oder auf einer inländischen Pferderennbahn stationär angeboten werden.

## Umsetzung des Sperrsystems
Vor dem Glücksspielstaatsvertrag 2021 betrug die gesetzlich vorgeschriebene Mindestdauer für eine Sperre ein Jahr. Eine Aufhebung war jedoch auch dann kaum möglich. Mit dem Glücksspielstaatsvertrag 2021 wurde die Mindestdauer der freiwilligen Sperre auf drei Monate herabgesetzt. Eine Aufhebung kann nun auf Antrag der gesperrten Spielerin bzw. des gesperrten Spielers an einen Veranstalter von Glücksspielen oder an das Regierungspräsidium Darmstadt erfolgen. Formulare für die Beantragung oder die Aufhebung einer Spielersperre sind bei dem Regierungspräsidium Darmstadt zu finden. Die Mindestdauer für eine Fremdsperre beträgt ein Jahr.
Neben diesen Sperrmöglichkeiten gibt es in OASIS noch die Möglichkeit für einen Spieler, sich nur für 24 Stunden sperren zu lassen. Dies erfolgt auf Antrag bei einem Veranstalter von Glücksspielen.

## Bedeutung des Sperrsystems
Bei Glücksspielangeboten kann sich ein Spieler freiwillig von diesen Angeboten ausschließen, d. h. sperren lassen. Eine Sperre ist sehr gut dazu geeignet, den Schaden durch eine Abhängigkeit zu begrenzen. Bei einer Eintragung in die Sperrdatei erfolgt eine Glücksspielsperre sogar anbieter- und spielformen-übergreifend.
Der Datenbestand der Sperrdatei für die hessischen Spielhallen wurde 2016 im Auftrag des hessischen Ministeriums für Soziales und Integration untersucht. Als Datengrundlage der Analysen dienten 12.253 konsistente Sperreinträge. Lediglich eine von hundert Sperren wurde nicht durch die spielende Person selbst initiiert. In 99 Prozent der Fälle hat sich der Spieler selbst gesperrt. Die Autoren sehen hier ein erhebliches Optimierungspotenzial. Daran hat sich nicht viel geändert. Der Anteil der Fremdsperren liegt bei den Spielhallen auch im August 2023 immer noch unter ein Prozent.
Im Januar 2019 waren insgesamt 54.867 Sperren eingetragen. Im August 2023 waren bereits insgesamt 209.271 Sperren eingetragen. Die Sperre hat sich zu einem erfolgreichen Instrument der Suchtprävention und der Schadensminderung entwickelt.